# Закирьянов, Кабир Закирьянович
Кабир Закирьянович Закирьянов (р.10.4.1931, с. Еланлино Верхне-Кигинского района Башкирской АССР) — советский и российский языковед, педагог-методист. Доктор педагогических наук (1979), профессор (1981), Заслуженный работник высшей школы Российской Федерации (2007), заслуженный деятель науки Башкирской АССР (1981), почётный работник высшего образования РФ (1997), отличник высшей школы СССР (1977), отличник народного просвещения РСФСР (1973), отличник образования Республики Башкортостан (1994). Заведующий кафедрой БГУ (ныне Уфимский университет науки и технологий) (1980—1996).
Автор около 750 научных и учебно-методических работ. Председатель секции «Русский язык и литература в межнациональной коммуникации» Совета по филологии УМО.

## Биография
Родился 10 апреля 1931 года в селе Еланлино Верхне-Кигинского района Башкирской АССР (ныне Кигинского района Республики Башкортостан) в семье крестьянина-колхозника.

## Образование
После окончания семилетней школы в родном селе учился в Бирском педагогическом училище (1946—1950), затем окончил Факультет русского языка и литературы Бирского учительского института (1952) и Башкирского государственного педагогического института им. К. А. Тимиряева (ныне Уфимский университет науки и технологий) в г. Уфе (1955).
В 1957—1960 годах учился в очной аспирантуре НИИ Национальных школ АПН РСФСР в Москве
Стажировка: 1983, 1984, 1986, 1990, Москва, МГУ имени М. В. Ломоносова;
- стажировка при кафедре русского языка и литературы в ФБГОУ ВПО УГНТУ, 2015, Уфа, УГНТУ
- семинар «Подготовка экспертов по проверке работ с развернутым ответом по русскому языку в формате ОГЭ», 2015, Уфа, институт развития образования РБ

## Трудовая деятельность
Педагогическую деятельность начал в 1952 году в качестве учителя русского языка и литературы в Старо-Кайпановской семилетней и Аксаитовской средней школе Татышлинского района Башкирской АССР.
После успешной защиты кандидатской диссертации в 1960 году К. З. Закирьянов начинает преподавательскую деятельность в БГУ (ныне Уфимский университет науки и технологий) и продолжает работать в этом университете по настоящее время.
В 1979 году в НИИ ПРЯНШ АПН СССР (Москва) защитил докторскую диссертацию. В 1980 году стал профессором.
В течение 16 лет (1980—1996) возглавлял кафедру русского языка БашГУ (ныне Уфимский университет науки и технологий).
С 1996 года возглавляет всероссийскую секцию «Русский язык и литература в межкультурной коммуникации» Совета по филологии УМО по классическому университетскому образованию.

### Монографии
- К. З. Закирьянов. Сопоставительная грамматика русского и башкирского языков. — Жильем, 2004. — 240 с.

### Статьи
- Об изучении словаря методом тематических групп // Рус. яз. в нац. шк. — 1966. — № 1. — С. 16—21 (в соавт. с Н. Дмитриевой).
- Изучение придаточных изъяснительных предложений // Рус. яз. в нац. шк. — 1967. — № 2. — С. 28—32.
- Изучение безличных предложений (на уроках рус. яз. в башкир. школе) // Рус. яз. в нац. шк. — 1967. — № 6. — С. 42—46.
- Изучение придаточных предложений времени // Рус. яз. в нац. шк. — 1969. — № 3. — С. 27—32.
- Предложения с однородными членами // Рус. яз. в нац. шк. — 1970. — № 6. — С. 45—47.
- Работа над усвоением порядка слов в русском предложении // Рус. яз. в нац. шк. — 1974. — № 4. — С. 20—25  ; № 5. — С. 15—21.
- Использование периодической печати в обучении русскому языку // Рус. яз. в нац. шк. — 1986. — № 4. — С. 16—22. — ISSN 0131-6133.
- Лингафонные устройства на уроках // Рус. яз. в нац. шк. — 1988. — № 3. — С. 26—31 (в соавт. с Г. В. Шейнфельдом).
- Двуязычие: Изучение родного и русского языка во взаимосвязи // Рус. яз. в нац. шк. — 1990. — № 8. — С. 12—15.
- В условиях активного билингвизма // Нар. образование. — 1998. — № 5. — С. 74—76. — ISSN 0130-6928.
- Диалог языков и культур // Нар. образование. — 2002. — № 6. — С. 112—114.

### Учебные пособия
- Уроки русского языка в 7 классе национальной школы. — Л. : Просвещение, 1980. — 223 с. — (Б-ка учителя рус. яз. и лит. нац. шк. РСФСР). — 15 414 экз. (в соавт. с Р. Б. Сабаткоевым и С. П. Лосевой). 2‑е изд. — 1983.
- Уроки русского языка в 8 классе национальной школы. — 3-е изд., дораб. — Л. : Просвещение, 1990. — 205, [2] с. — (Б-ка учителя рус. яз. и лит. нац. шк. РСФСР). — 8584 экз. — ISBN 5-09-001970-3 (в соавт. с Р. Б. Сабаткоевым и С. П. Лосевой).
- Активное двуязычие: сущность и функционирование [Текст] : пособие для учителя / К. З. Закирьянов. — Уфа : «Китап» им. Зайнаб Биишевой, 2011. — 205, [1] с.; 22 см; ISBN 978-5-295-05199-9
- Таблицы по синтаксису русского языка для VII—VIII классов башкирской школы [Текст] : Пособие для учителя. — Уфа : Башк. кн. изд-во, 1979. — 95 с.
- Предложение как основная учебная единица [Текст] : Учеб. пособие по спецкурсу для студентов филол. фак. — Уфа : БГУ, 1979. — 83 с.
- Уроки русского языка в лингафонном кабинете : Пособие для учителя нац. шк. / К. З. Закирьянов. — Л. : Просвещение : Ленингр. отд-ние, 1990. — 220, [3] с. — ISBN 5-09-001964-9
- Русский язык : Основной курс : Учеб. для нац. групп пед. колледжей и училищ Респ. Башкортостан / Закирьянов К. З. — Уфа : Китап, 2000. — 344 с. ISBN 5-295-02705-8
- Вопросы воспитания на уроках русского языка в башкирской школе : Пособие для учителей / К. З. Закирьянов. — Уфа : Башк. кн. изд-во, 1990. — 191, [1] с. ISBN 5-295-00552-6
- Сборник диктантов по русскому языку : Для 10-11-х кл. башк. шк. : Пособие для учителя / К. З. Закирьянов. — Уфа : Башк. изд-во «Китап», 1996. — 191, [1] с.; ISBN 5-295-01333-0
- Тесты по русскому языку для 5—9 классов национальных школ Республики Башкортостан : Пособие для учителя / К. З. Закирьянов. — Уфа : Башк. изд-во «Китап», 1995. — 287 с. ISBN 5-295-01687-0
- Изучение порядка слов в русском предложении [Текст] / К. З. Закирьянов. — Уфа : Башк. кн. изд-во, 1975. — 159 с.
- Русский язык : основной курс : учебник для национальных групп педагогических колледжей Республики Башкортостан. Изд. 3-е, с изм. и доп. — Уфа : Китап, 2009. — 399 с. ISBN 978-5-295-04786-2
- Активное двуязычие: сущность и функционирование [Текст] : пособие для учителя / К. З. Закирьянов. — Уфа : «Китап» им. Зайнаб Биишевой, 2011. — 205, [1] с. ISBN 978-5-295-05199-9

### Диссертации
- Методика обучения синтаксическому строю русского языка в национальной школе [Текст] : Автореф. дис. на соиск. учен. степ. д-ра пед. наук : (13.00.02). — Москва : [б. и.], 1978. — 42 с.